# Osiedla żydowskie na Synaju
Osiedla żydowskie na Synaju – jednostki mieszkalne założone przez osadników żydowskich na zdobytym w trakcie wojny sześciodniowej i okupowanym przez Izrael półwyspie Synaj po 1967 roku. Łącznie zbudowano 20 osiedli znajdujących się w trzech obszarach administracyjnych Synaju pod izraelską okupacją.
22 listopada 1967 roku rezolucja Rady Bezpieczeństwa ONZ nr 242 wezwała Izrael do wycofania się ze wszystkich terytoriów zajętych w trakcie wojny sześciodniowej i okupowanych po niej.
Izraelska okupacja Synaju zakończyła się w 1982 roku, kiedy zgodnie z postanowieniami izraelsko-egipskiego traktatu pokojowego (1979) zakończono proces wycofywania z półwyspu wszystkich osiedli żydowskich oraz izraelskiej armii.

## Historia
Już w 1956 roku, kiedy Izrael wraz z Wielką Brytanią i Francją zaatakował Egipt, na Synaju powstały dwa osiedla założone z inicjatywy ówczesnego szefa Sztabu Generalnego Sił Obronnych Izraela Moszego Dajana. Zostały jednak zaraz ewakuowane po wycofaniu się wojsk izraelskich z półwyspu .
W wyniku wojny sześciodniowej w 1967 roku półwysep Synaj, jak Zachodni Brzeg, Strefa Gazy i Wzgórza Golan, zostały zajęte przez Armię Obrony Izraela. Okupacja tych terenów sprawiła, że priorytety polityki wewnętrznej się zmieniły. Rząd nie musiał wspierać osiedli wojskowo-cywilnych, które tworzyła brygada Nachal. Zniknęła też presja wynikająca z potrzeby rozmieszczania kolejnych fal żydowskich imigrantów i rozwoju miast. Elisza Efrat podaje, że po 1967 roku wysiłek osadniczy państwa przeniósł się poza granicę państwa i zieloną linię.

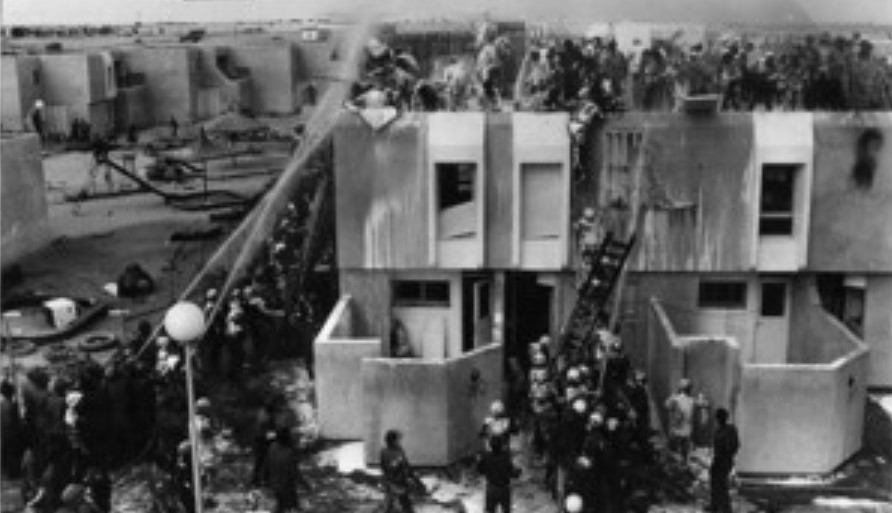
Ewakuacja Jamit (1982).

22 listopada 1967 roku Rada Bezpieczeństwa ONZ w rezolucji nr 242 wezwała Izrael do wycofania się ze wszystkich terytoriów, w tym Synaju, zajętych w trakcie wojny sześciodniowej i okupowanych po niej. Mimo to Państwo Izrael nie wykonało jej, wskazując na błędną treść.
W latach 1967–1982 na Synaju powstało 20 osiedli. Izrael w trakcie swojej okupacji podzielił Synaj na trzy obszary: Merchaw Szlomo (dosł. przestrzeń Szlomo, pięć osiedli), Minhal Ezori Ejtam (dosł. administracja regionalna Ejtam, osiem osiedli), Chewel Jamit (dosł. okręg Jamit, siedem osiedli).

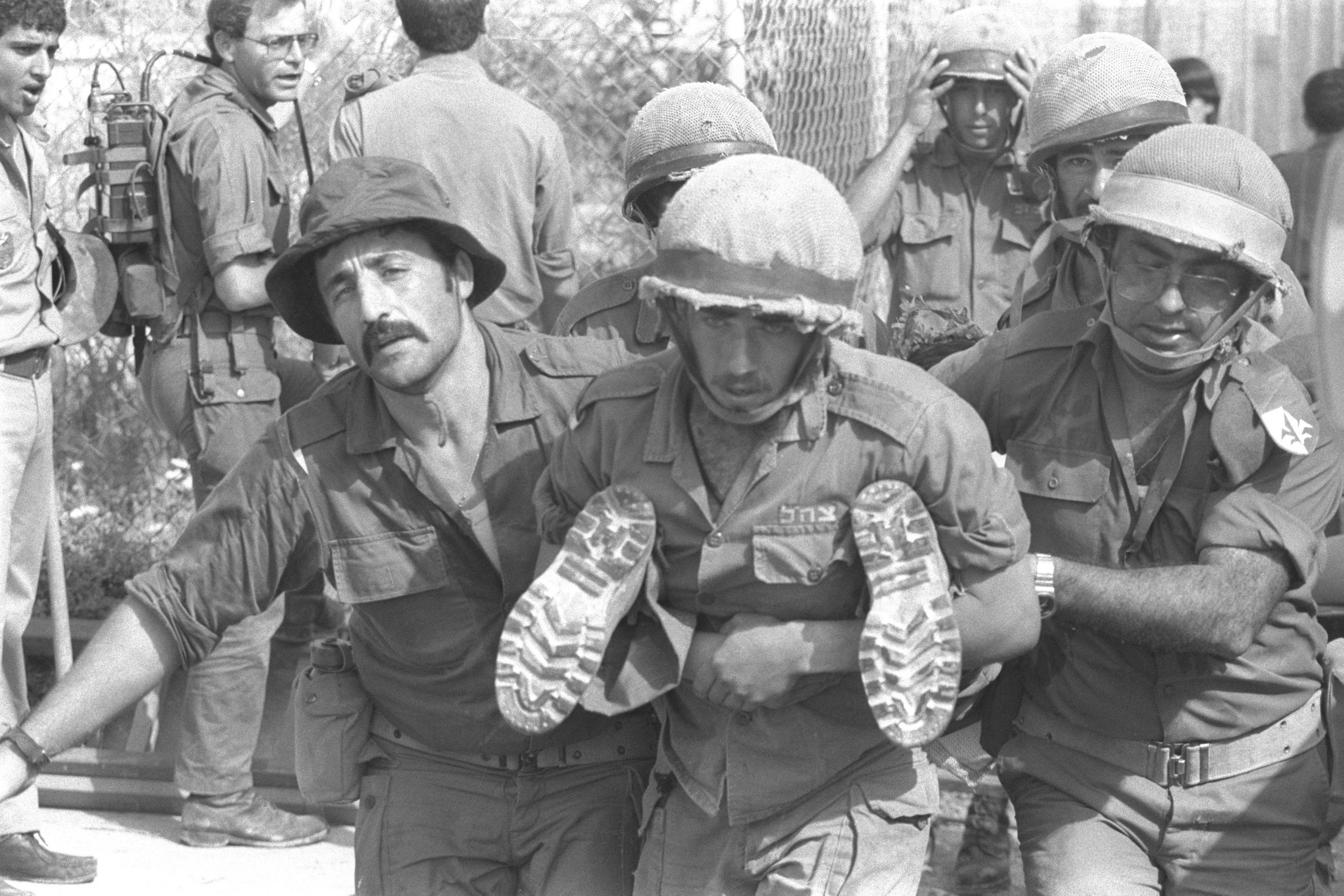
Ewakuacja Jamit (1982).

W 1978, w trakcie rokowań pokojowych pomiędzy Menachemem Beginem, Jimmym Carterem i Anwarem Sadatem, Izraelczycy chcieli, aby osiedla pozostały pod jurysdykcją Państwa Izrael. Egipcjanie nie godzili się na tę propozycję od samego początku. Carter i Sadat uważali, że to nie osiedla powinny być głównym tematem rozmów pokojowych pomiędzy Egiptem a Izraelem .
W 1982 roku doszło do ostatecznej ewakuacji osiedli z półwyspu. Decyzja o wycofaniu osiedli została zaakceptowana przez Kneset (84 z 120 parlamentarzystów), ale w partii Begina Likudzie za wycofaniem zagłosowało 57% posłów. Sprzeciw wyraził również Cewi Jehuda Kuk, duchowy przywódca ruchu Gusz Emunim. Symbolicznym momentem tej operacji była ewakuacja Jamit . Rządowi nie udało się przekonać wszystkich osadników, którzy postanowili się zabarykadować się we własnych domach w Jamit lub wejść na dachy domów. W dniu ewakuacji doszło do starć części mieszkańców z policją i wojskiem. Sceny, w których mieszkańcy starli się z żołnierzami i funkcjonariuszami policji, były transmitowane w całym kraju. Osadnicy otrzymali wsparcie od członków Gusz Emunim i popierających rabina Me’ira Kahany . Doszło do sytuacji, w której Kahane został poproszony o przeprowadzenie mediacji i przekonanie osadników do poddania się siłom porządkowym.
Zniszczenia Jamit dokonało izraelskie wojsko, ponieważ Begin stwierdził, że: „żadnej arabskiej armii nie udało się i nigdy nie uda się zniszczyć izraelskiego miasta” .
Po wycofaniu osiedli z Synaju izraelski rząd na czele z Menachemem Beginem rozpoczął proces legalizacji nowych osiedli na Zachodnim Brzegu, w Strefie Gazy i na Wzgórzach Golan. Premier Izraela uznał, że wycofanie osiedli z półwyspu było jednorazowym wydarzeniem w historii Izraela .

## Charakterystyka osiedli
Okupacja Synaju przez Izrael sprawiła, że Izraelczycy uzyskali dostęp 60 000 km² terenu. Początkowo Izraelczycy skupili się na rozwoju infrastruktury i komunikacji w regionie. Początkowo trasa z Ejlatu do Newi’ot (obecnie Nuwajbi) trwała ok. 10 godzin, a z Ejlatu do Szarm el-Szejk trzy dni. Izrael zaangażował geodetów w celu dopracowania dokładnych map półwyspu. Z kolei osiedla, które powstawały na Synaju związane były, ze względu na klimat, przede wszystkim z turystyką . Relacje z czasów, kiedy obszar ten był okupowany przez Izrael, przedstawiają półwysep jako miejsce, gdzie udawano się w celu prowadzenia turystyki pieszej po górach. Izraelczycy wykorzystywali Synaj jako miejsce odpoczynku i urlopów. Popularnością cieszyły się takie miasta jak Newi’ot, Di Zahaw (obecnie Dahab) oraz Szarm el-Szejk z Ofirą  . Na półwyspie prowadzono także prace archeologiczne .
Osadnictwo na Synaju nie miało charakteru ideologicznego, jak w przypadku Zachodniego Brzegu czy Strefy Gazy. Izraelska okupacja Synaju przedstawiana jest jako szkodliwa dla Beduinów. Dochodziło do wypędzania lub relokowania społeczności beduińskich. Część z nich znalazła zatrudnienie w sektorze turystycznym lub na plantacjach . Są również opinie, które przedstawiają zmiany, jakie zaszły w trakcie izraelskich rządów na półwyspie, za pozytywne dla Beduinów (w kwestiach dostępu do żywności, pracy czy opieki zdrowotnej) .
Wśród osadników dominowali Żydzi, którzy przybyli ze Stanów Zjednoczonych i ZSRR .
Elisza Efrat zaznacza, że ze względu na warunki atmosferyczne panujące na Synaju, wiele osiedli nie charakteryzowało się zaawansowanym rozwojem. Pomimo to, w rozbudowę oraz rozwój Di Zahaw, Newi’ot, Jamit i Ofirę zaangażowano wiele środków finansowych. Według Efrata, wkład osadników we wspomniane osiedla i gospodarkę był niewspółmierny do obszaru, na jakim się znajdowały, granicznego charakteru Synaju oraz zysków, jakie te tereny mogły przynieść Państwu Izrael.

## Lista osiedli
Obszar Merchaw Szlomo:
- Ofira
- Di Zahaw
- Na’ama
- Newi’ot
- Szalhewet

Obszar Minhal Ezori Ejtam:
- Netiw ha-Asara
- Peri Gan
- Pri’el
- Sadot
- Talme Josef
- Nir Awraham
- Ugda

Obszar Chewel Jamit:
- Dakla
- Cholit
- Charuwit
- Machane Nurit (baza lotnicza Ejtam)
- Ne’ot Sinaj
- Sufa
- Acmona